# Cayó
Cayó è un singolo della musicista venezuelana Arca, pubblicato il 7 aprile 2022. Il brano è stato poi incluso nella compilation di Arca Kick, pubblicata il 9 dicembre dello stesso anno.

## Descrizione
Il titolo cayó significa "caduto" in spagnolo; il testo della canzone parla infatti di un sentimento di sconfitta, per cui la cantante, ferita da un proiettile, «non può più vedere» e prova dolore. Il brano è stato realizzato in collaborazione con il musicista canadese Tim Hecker ed è caratterizzato dalle modulazioni vocali e dai falsetti di Arca, uniti a un arrangiamento con sintetizzatori, riproducenti soprattutto organi e percussioni.
La canzone rientra nel periodo "kick" della cantante ed è stata pubblicata lo stesso giorno in cui è stato disponibile il pre-ordine per il bundle di vinili comprendente Kick I, II, III, IV e V. Rilasciato sotto l'etichetta discografica XL, gli editori musicali del brano sono Mutant1000000 Music per ASCAP e la Downtown Music Publishing.

## Video musicale
Il video musicale del brano, diretto da Albert Moya, è stato pubblicato il 7 aprile 2022 attraverso il canale YouTube di Arca. Consiste in una serie di spezzoni precedentemente parte di un videoclip per Prada (da Kick II), mai pubblicato interamente a causa di problemi tecnici con le riprese.

## Tracce
Testi e musiche di Alejandra Ghersi.
1. Cayó – 2:51

## Formazione
Crediti tratti dall'edizione streaming del singolo.
- Alex Epton – ingegnere del suono, mixer;
- Arca – performer associata, produzione, autrice dei testi, autrice delle musiche;
- Joe LaPorta – ingegnere del suono;
- Tim Hecker – produzione.